# Talung Chu
Der Talung Chu ist ein 38 km langer rechter Nebenfluss der Tista im Westen des indischen Bundesstaates Sikkim. Der Fluss trägt auf den verschiedenen Abschnitten Alternativnamen (in Abstromrichtung): Rakel Chu, Rangyong Chu und Tolung Chu.

## Verlauf
Der Talung Chu hat seinen Ursprung am unteren Gletscherende des Talunggletschers auf einer Höhe von etwa 4200 m. Von dort fließt er in überwiegend ostsüdöstlicher Richtung durch den Himalaya. Er nimmt mehrere gletschergespeiste Nebenflüsse auf, darunter den Rungiang Chu von rechts sowie den Umaram Chu und den Ringi Chu von links. Der Talung Chu mündet schließlich auf einer Höhe von ungefähr 770 m in die Tista.

## Einzugsgebiet
Das Einzugsgebiet des Talung Chu umfasst 823 km². Es grenzt im Norden an das des Zemu Chu, im Nordosten an das des Lachen Chu, im Osten an das der Tista sowie im Süden an das des Rangit. Im äußersten Westen verläuft die Wasserscheide entlang der nepalesischen Grenze. Dort befindet sich der Kangchendzönga-Südgipfel (8476 m) und der Talung (7349 m).

## Wasserkraftnutzung
Die Bedeutung des Flusses für eine künftige Wasserkraftnutzung ist bekannt.